# Chrysolina lichenis
Chrysolina lichenis es un coleóptero de la familia Chrysomelidae.
Fue descrita científicamente en 1820 por Richter.